# شهر خاص (تایوان)
شهر خاص (直轄市) به شهرهایی در قلمرو تایوان اطلاق می‌شود، که رتبه‌ای در حد استان دارند. هم‌اکنون ۶ شهر خاص در کشور تایوان وجود دارد، که عبارتند از: کاوهسیونگ، نیو تایپه، تایچونگ، تاینان، تایپه و تاویوان.